# Zeytinburnu
Zeytinburnu és un districte d'Istanbul, Turquia, situat en la part europea de la ciutat, a la costa del mar de Màrmara i a la part exterior de les antigues muralles de la ciutat, en l'altre costat de la fortalesa de Yedikule.

## Història
El primer assentament de Zeytinburnu es va produir per part d'una comunitat de grecs que van sortir de la ciutat després de la conquesta otomana, a causa de la seva falta de disposició a adaptar-se a la vida sota domini turc. Posteriorment, el territori que van ocupar va ser conquerit per l'Imperi.
A començaments del segle xix, Zeytinburnu va esdevenir una zona industrial, especialment a la zona de Kazlıçeşme amb el sector del cuir, ja que, en trobar-se a la costa, comptava amb un subministrament d'aigua adequat per a la seva producció. Fins a mitjans del segle xx, la població estava composta per grecs, armènics, búlgars, jueus i turcs; encara avui, l'hospital armeni Surp Pirgic segueix actiu a Kazlçeme, i compta amb un museu.
El caràcter de Zeytinburnu va canviar amb l'arribada d'immigrants d'Anatòlia a partir dels anys 1950. Zeytinburnu és un exemple de planificació urbana a Turquia, ja que va ser un dels primers districtes en els quals la major part dels edificis eren il·legals, no comptaven amb infraestructures i mancaven de cualquir tipus d'estètica. En els anys 1960 es va aprovar una nova legislació per evitar aquest tipus de construccions; tanmateix, es tractava d'un fenomen imparable. Inicialment, es tractava de cases individuals de maó, però a partir dels anys 1970 aquestes es van substituir per blocs de pisos de formigó sense espai entre uns i d'altres. En la majoria dels casos, la planta baixa es dedicava a petits tallers tèxtils, per la qual cosa Zeytinburnu va esdevenir una zona industrial amb una quantitat important de residents que vivien a sobre dels tallers.

## En l'actualitat

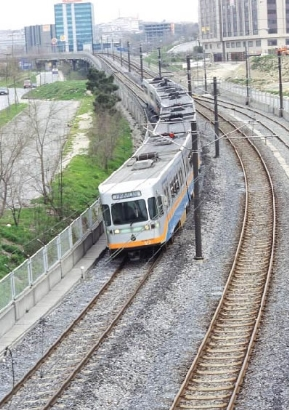
Tren lleuger a Zeytinburnu

Hi ha l'església de la Font Donadora de Vida.
La indústria del cuir del barri Kazlıçeşme s'ha traslladat majoritàriament a Tuzla, encara que s'han mantingut els blocs de pisos i les botigues tèxtils.
A fi d'integrar el districte a la resta d'Istanbul, l'ajuntament ha millorat la xarxa de transport mitjançant l'ampliació de la moderna línia de tramvia fins a Zeytinburnu, i la principal estació s'ha ubicat en la intersecció d'altres línies que connecten amb l'Aeroport Internacional Atatürk, l'estació d'autobusos interurbans i el nucli antic d'Eminönü. Altres projectes rellevants han millorat el transport, la qualitat de vida i l'economia del districte.
L'Abdi İpekçi Arena també es trobava al barri fins al 2018, quan va ser derribat.
La majoria dels residents són de classe treballadora i procedents de diverses parts d'Anatòlia. A més d'existir una important comunitat aleví, hi ha grups d'immigrants kazakhs i turcmans que es dediquen al sector tèxtil.

## Mahalleler
Beştelsiz  ·  Çırpıcı  ·  Gökalp  ·  Kazlıçeşme  ·  Maltepe  ·  Merkezefendi  ·  Nuripaşa  ·  Seyitnizam  ·  Sümer  ·  Telsiz  ·  Veliefendi  ·  Yenidoğan  ·  Yeşiltepe

## Ciutats agermanades
- Nərimanov, Azerbaidjan
- Kuala, Azerbaidjan
- Bait Hanun, Territoris Palestins
- Semei, Kazakhstan
- Taraz, Kazakhstan
- Shkodër, Albània